# Мифы о потопе в Доколумбовой Америке
Мезоамериканские мифы о потопе — мифы о потопе, которые появились в Мезоамерике. Некоторые мифы записаны, другие существуют только в устной форме. Учёные обнаружили связь некоторых мифов с христианством. С другой стороны, есть мифы, которые относятся к доколумбовой эпохе.
Так, у народа тлапанек и уастеков существовал миф, согласно которому после потопа выжили мужчина и собака. Согласно мифу, собака может превратиться в женщину, если человек уйдёт от неё на день. В итоге собака становится женщиной, а потомки мужчины и «женщины-собаки» заселяют Землю. У ацтеков и тотонаков существовал другой миф. Он рассказывает о том, как мужчина и женщина выжили, спрятавшись в полом сосуде. После окончания потопа они решают приготовить рыбу. Но дым, возникший при готовке, достигает небес. Боги недовольны тем, что люди готовят рыбу. Разгневавшись, они превращают людей в обезьян или в собак.
Согласно описанию мифологии майя в книге «Пополь-Вух», у майя тоже существовал миф, связанный с потопом. Согласно ему, боги пытаются создать существ, которые будут поклоняться им. Они предпринимают три неудачных попытки, а с четвёртой им удаётся создать людей. Три предыдущие расы существ погибают. Так, третья раса «деревянных людей» уничтожена потопом, дикими животными, а также их же собственными инструментами и посудой. Мифы, записанные Диего де Ландой и содержащиеся в книге «Чилам-Балам» из Чумайеля, рассказывают о том, что после потопа выжило только четыре Бакаба (Бакабы — существа, описанные в мифах майя), которые держат 4 угла неба.
В мезоамериканских мифах указываются разные причины потопа. Так, в мифах говорится о том, что потоп произошёл из-за того, что «мир слишком стар», «люди перестали поклоняться богам», «людей наказали за прегрешения». Многие из мифов, известных сейчас, связаны с христианством. Например, в некоторых мифах рассказывается об убийстве Авеля Каином.
Во многих мезоамериканских мифах потоп — лишь одна из катастроф, произошедших на Земле, обычно первая из трёх или четырёх. Однако есть версии о том, что ацтеки считали потоп четвёртым катастрофическим событием, а не первым.
В ацтекских и некоторых других мифах часто говорится, что после потопа никто не выжил, поэтому богам пришлось снова создать человека. В то же время в других мифах рассказывается, что некоторые люди всё-таки выжили. В некоторых мифах есть указание на божественную кару: например, выжившие зажигают огонь, за что боги превращают их в животных. Рассказ о «собаке-жене» и миф об огне — это, скорее всего, именно доколумбовы мифы.